# Algirdas Greimas
Algirdas Julius Greimas (n. 9 martie 1917, Tula — d. 27 februarie 1992, Paris) a fost un lingvist lituanian. Contribuția sa majoră in domeniul semioticii a fost pătratul semiotic.

## Educație
Greimas a absolvit dreptul în Lituania, și lingvistica în Grenoble (1936 - 1939). În 1949 a primit titlul de doctor la Sorbona. A pus bazele Școlii de Semiotică de la Paris.

## Publicații (listă incompletă)
- Sémantique Structurale (Recherche de méthode)
- Sémiotique (împreună cu J. Courtés)
- Sémiotique et science sociales
- Gods and Men
- In Search of National Memory